# Distretto di Changuillo
Il distretto di  Changuillo è uno dei cinque distretti della provincia di Nazca, in Perù. Si trova nella regione di Ica e si estende su una superficie di  946,94 chilometri quadrati.